# Arvernere
Arvernere (gallisk: *Aruernoi) var et gallisk folk, der boede i den moderne Auvergne-region under jernalderen og romertiden. De var en af de mest magtfulde stammer i oldtidens Gallien, der konkurrerede med nabostammen hæduerne om herredømmet over regionen.
Arvernerne nævnes allerede i 207 f.Kr., hvor de indgik en aftale med den karthagensiske hærfører Hasdrubal Barca. Anført af deres høvdinger Luernius og Bituitus stod arvernerne i spidsen for et vidtstrakt rige. Efter Bituitus' nederlag til Domitius Ahenobarbus og Fabius Maximus i 121 f.Kr., blev deres rige reduceret til at omfatte herredømmet over nogle nabostammer.
Under Gallerkrigene i 52 f.Kr. anførte den arverniske høvding Vercingetorix oprøret mod Cæsars tropper. Efter en indledende sejr ved Gergovia blev Vercingetorix besejret af romerne ved Alesia. Herefter mistede arvernerne deres overherredømme over nabostammerne. De beholdt dog status som en fri by (civitas libera) og forblev en velstående stamme under romersk styre. Under kejser Augustus blev deres hovedstad flyttet fra Gergovia til Augustonemetum (det nuværende Clermont-Ferrand).
Efter alemannernes invasioner af regionen i det 3. århundrede e.Kr. blev Clermont-Ferrand reduceret i størrelse, men forblev et vigtigt centrum i den sene romerske periode. I år 475, på trods af en heroisk kamp ledet af biskop Sidonius Apollinaris, blev arvernernes territorium til sidst overdraget til visigoterne.

## Geografi
Det antages, at arvernernes område før romertiden stort set svarede til grænserne for den romerske "civitas Arvernorum". Dette område blev senere arvet af det tidlige middelalderlige bispedømme Clermont. Arvernernes territorium ville derfor have omfattet de moderne franske departementer Puy-de-Dôme og Cantal, dele af Haute-Loire og Allier samt mindre områder i Creuse, Loire og Aveyron.